# Monima

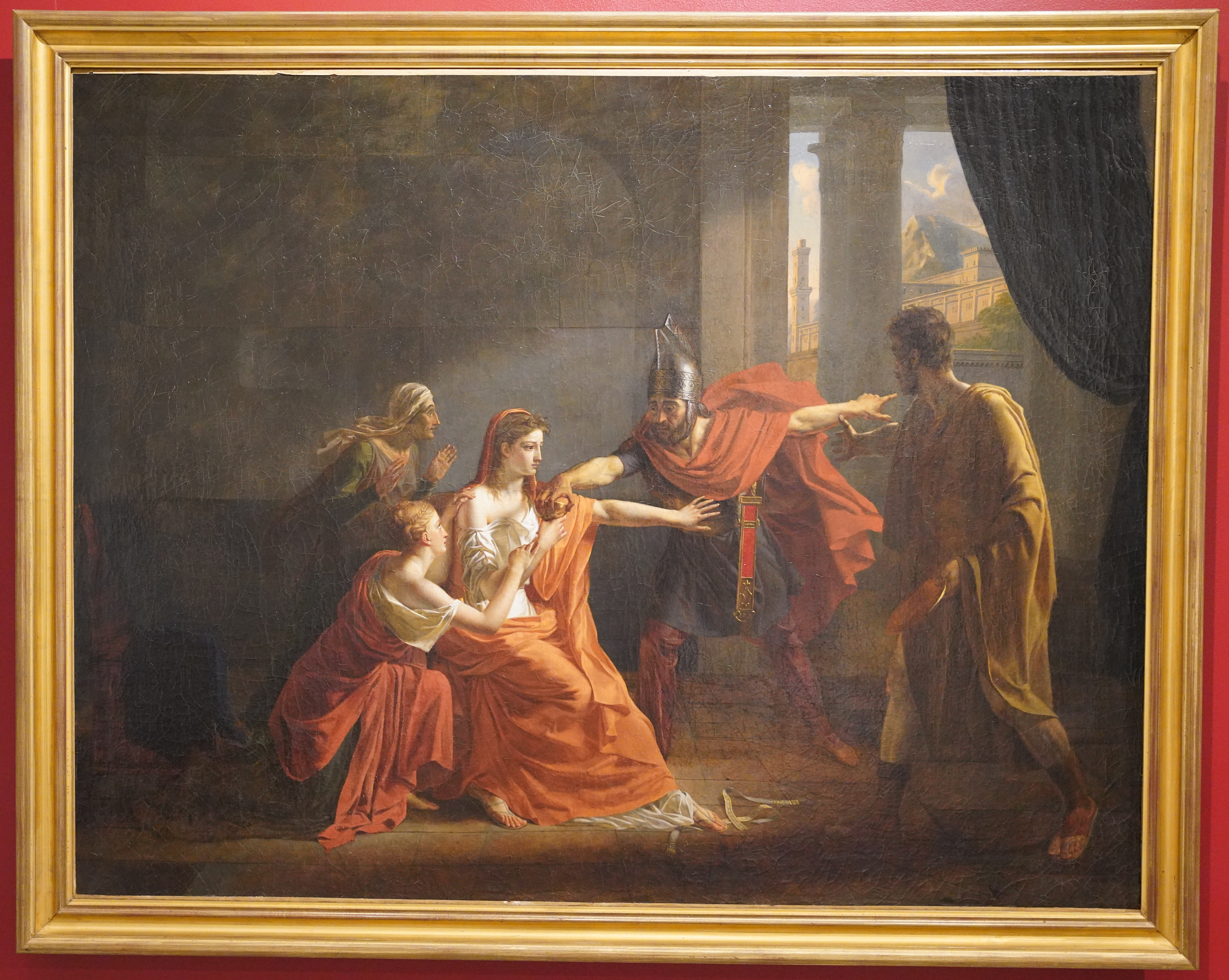
Envenenamiento de Monima por Mitrídates, de Abel de Pujol

Monima (griego antiguo Μονίμη; muerta 71 antes de Cristo) – fue la reina de Ponto entre los años 88-71 antes de Cristo y la segunda esposa de Mitrídates VI.
Era la hija de un cierto Filopoemene que era considerado uno de los ciudadanos más influyentes de la ciudad de Mileto, o de aquella de Stratonicea en Caria. Mitrídates ha descubierto a Monima después de la conquista de la ciudad natal de esta última en 88 antes de Cristo. Le ha ofrecido a su padre una cantidad importante de oro a cambio de que su hija se convirtiera en su concubina personal en su gineceo. Entre los Griegos antiguos se describía a menudo cómo a pesar de todos los esfuerzos de Mitrídates y sus ofertas de 15 000 monedas de oro, Monima rechazaba el matrimonio hasta que Miridate no le diera oficialmente el título de reina con una diadema real. Los griegos la describían cómo una persona inteligente de belleza extraordinaria con largos cabellos dorados.
Los escribas han preparado un contrato matrimonial y el rey ha dejado confeccionar una tiara de la púrpura y del oro al mismo tiempo que le ha otorgado más de 10 palacios en Sinope, en los cuales fue hospedada. Una vez contraído el matrimonio en 88 antes de Cristo, su padre fue nombrado luegotenente en Éfeso. Al principio podía ejercer mucha influencia sobre Mitrídates, sin embargo, después de unos pocos años de matrimonio su relación se iba empeorando radicalmente. Monima ha empezado a lamentarse por haber abandonado su país a causa del matrimonio.
Había, sin embargo, pasado su vida en grande amargura, y se lamentaba de su belleza, porque en lugar de marido le había ganado un déspota, y en lugar de matrimonio y casa, la fortaleza de un bárbaro; y llevada lejos de la Grecia, los bienes esperados no eran más que un sueño y de aquellos verdaderos estaba careciendo.
Cuando Mitrídates VI en el año 71 antes de Cristo fue forzado a fugarse a Armenia, dio la orden de que Monima se suicidase. Sin embargo, puesto que ella misma no era capaz de suicidarse, un soldado de Mitrídates tenía que cortarle la cabeza. Su muerte fue descrita por Plutarco así:
Llegado, pues, Báquides, como les intimase la orden de morir del modo que a cada una le pareciese más fácil y menos doloroso, quitándose la diadema de la cabeza, se la ató al cuello y se colgó de ella; pero habiéndosele roto inmediatamente, “¡Maldito arrapiezo- dijo-, que ni siquiera para esto me has valido!”; y después de haberla escupido y arrojándola al suelo alargó el cuello a Báquides.